# Listă de filme apocaliptice
Aceasta este o listă de filme de lungmetraj apocaliptice științifico-fantastice și sau de groază. Toate filmele din această listă prezintă fie sfârșitul lumii, fie un preludiu al unui astfel de sfârșit (cum ar fi o lume răpusă de o infecție virală globală sau o apocalipsă zombi) și / sau un cadru postapocaliptic. Filmele sunt ordonate cronologic și alfabetic după titlul internațional (în limba engleză).

## Înainte de 1950
- Die Arche (1919)[1]
- Deluge  (Potopul, 1933)[2]
- Verdens Undergang (Sfârșitul lumii, 1916)[3]
- La Fin du monde (Sfârșitul lumii, 1931)[4]
- Things to Come (1936)[5]

## 1950–1959
- Day the World Ended (1955)[6]
- Five (1951)[7]
- Forbidden Planet (Planeta interzisă, 1956)[8]
- Invasion of the Body Snatchers (Invazia jefuitorilor de trupuri, 1956)[6]
- Kiss Me Deadly (1955)[6]
- The Lost Missile (1958)[9]
- On the Beach (Ultimul țărm, 1959)[10]
- Robot Monster (1953)[6]
- The War of the Worlds (Războiul Lumilor (1953)
- Unknown World (1951)[11][12]
- When Worlds Collide (Când lumile se ciocnesc, 1951)[13]
- The World, the Flesh and the Devil (1959)[14]
- World Without End (195)[6]

## 1960–1969
- Battle of the Worlds (Il Pianeta degli uomini spenti, Guerre planetarie, 1961)[15][16]
- The Bed-Sitting Room (1969)[17]
- Beyond the Time Barrier (1960)
- Crack in the World (1965)[18][19]
- The Creation of the Humanoids(1969)[20]
- Daleks – Invasion Earth: 2150 A.D. (Dalecii invadează Pământul 2150 A.D., 1966)[21][22]
- The Day the Earth Caught Fire (Ziua în care a fost incendiat Pământul, 1961)[23][24][25][26]
- The Day of the Triffids (Ziua trifidelor, 1961)
- Dr. Strangelove sau cum am învățat să nu-mi fac griji și să iubesc bomba  (1964)
- Fail-Safe (Decizie limită, 1964)[27]
- Il seme dell'uomo (1969)[28][29]
- In the Year 2889 (1967)[30][31][32]
- La jetée, (1962)
- The Last Man on Earth (Ultimul om de pe Pământ, 1964)
- The Last War (1961)
- Last Woman on Earth (1960)
- Late August at the Hotel Ozone (cehă: Konec srpna v Hotelu Ozon, 1967)[33][34]
- Night of the Living Dead (Noaptea morților vii, 1968)
- Panic in Year Zero!  (1962)
- Planet of the Apes (Planeta maimuțelor, 1968)
- This Is Not a Test  (1962)[35][36]
- The Time Machine  (Mașina timpului, 1960)
- The Time Travelers   (1964)[37]
- The War Game  (1966-65)[38][39][40]

## 1970–1979
- The Andromeda Strain (Germenul Andromeda, 1971)[41][42]
- Battle for the Planet of the Apes (Bătălia pentru planeta maimuțelor, 1973)[43]
- Beneath the Planet of the Apes (Secretul planetei maimuțelor) (1970)[44]
- Beware! The Blob (1972)[45]
- Black Moon (1975)[46][47]
- A Boy and His Dog (Un băiat și câinele său, 1975)[48]
- Chosen Survivors (1974)[49][50]
- Colossus: The Forbin Project (1970)[51][52]
- Conquest of the Planet of the Apes (Cucerirea planetei maimuțelor, 1972)[53]
- Damnation Alley (Aleea blestemului, 1977)[54]
- Dawn of the Dead (Dimineața morților, 1978)[55]
- A Distant Thunder (1978)[56]
- End of the World (Sfârșitul lumii, 1977)[57][58]
- Escape from the Planet of the Apes (Evadare din planeta maimuțelor, 1971)[59]
- The Final Programme (The Last Days of Man on Earth) (Programul final, 1973)[60]
- Gas-s-s-s (1970)[61]
- Genesis II (1973)[62][63]
- Glen and Randa (1971)[64][65]
- Holocaust 2000 (The Chosen sau Rain of Fire, 1977)[66][67]
- Invasion of the Body Snatchers (Invazia jefuitorilor de trupuri, 1978)
- The Last Wave (Ultimul val, 1977)[68]
- The Late, Great Planet Earth (1978)[69]
- Logan's Run (Fuga lui Logan, 1976).[70]
- Mad Max (1979)[71][72]
- No Blade of Grass (Niciun fir de iarbă, 1970)[73]
- The Noah (1975)[74]
- The Omega Man (Omul Omega)[75]
- Phase IV (1974)[76][77]
- Planet Earth (1974)[78]
- Prophecies of Nostradamus (Nosutoradamusu no daiyogen, 1974)[79][80]
- Quintet (1979)[81][82]
- Ravagers (1979)[83][84]
- The Shape of Things to Come (Înfățișarea viitorului, 1979)[85]
- Silent Running (Singur în spațiu, 1972)
- Soylent Green (Hrana verde, 1973)[86]
- Stalker (Сталкер, Călăuza, 1979)[87]
- A Thief in the Night (1972)[88]
- The Ultimate Warrior (Ultimul luptător,[89] Cel mai bun războinic, Războinicul suprem sau Baronia, 1975)[90][91][92]
- Where Have All The People Gone? (1974)[93]
- Wizards (1977)[94]
- Zardoz (1974)[95]

## 1990–1999
- 12 Monkeys (Armata celor 12 maimuțe, 1995)[195][196]
- A.P.E.X. (1994)[197]
- Armageddon (Armageddon - Sfârșitul lumii?, 1998)[198]
- The Arrival (Mesaj din spațiu, 1996)[199]
- Body Snatchers (Invazia, 1993)[200]
- By Dawn's Early Light (1990)[201]
- Camp Fear (1991)[202][203]
- Circuitry Man (1990)[204]
- Deep Impact (Impact nimicitor, 1998)[205]
- Delicatessen (sau The Millennium Countdown, 1991)[206][207]
- Dogma (1999)[208][209]
- End of Days (Apocalipsa, 1999)[210]
- The End of Evangelion (Shin Seiki Evangerion, Sfârșitul Evangheliei , 1997)[211]
- Escape from L.A. (Evadare din Los Angeles, 1996)[212][213]
- Future Fear (1997)[214]
- The Handmaid's Tale (Poveste din viitor, 1990)[215][216]
- Hardware (1990)[217][218][219]
- In the Mouth of Madness (Creatorii de coșmaruri, 1995)[220]
- Independence Day (Ziua Independenței, 1996)[221][222][223]
- Invasion (1997)[224][225]
- Judge Dredd (Justițiarul, 1995)[226][227]
- Last Night (1998)[228]
- Lessons of Darkness (Lektionen in Finsternis, 1992)[229]

- The Matrix (Matrix, 1999)[231]
- Neon City (1991)[232]
- The Omega Code (Cod Omega, 1999)[233]
- Omega Doom (Operațiunea Omega, 1996)[234][235]
- Plughead Rewired: Circuitry Man II (1994)[236]
- The Postman (Poștașul, 1997)[237][238]
- The Prophecy (Profeția, 1995)[239]
- The Prophecy 2 (Profeția II, 1998)[240][241]
- The Rapture (1991)[242][243]
- Sentinel 2099 (1995)[244]
- Six-String Samurai (1998)[245][246][247]
- Solar Crisis (1990)[248][249][250]
- Split Second (Clipa decisivă, 1992)[251]
- The Stand (Virus mortal, 1994)[252][253][254]
- Tank Girl (Stăpânii apei, 1995)[255][256]
- Terminator 2: Judgment Day (Terminatorul 2: Ziua Judecății, 1991)[257]
- Until the End of the World (Până la capătul lumii, 1991)[258]
- Waterworld (Lumea apelor, 1995)[259]
- Without Warning (Fără avertizare, 1994)[260]

## Anii 2000
- 9 (2009)[261][262][263][264]
- 30 Days of Night (2007)[265][266]
- 20 Years After (20 de ani mai târziu, 2008)[267]
- 2012: Supernova (2009)[268]
- 28 Days Later (După 28 de zile, 2002)[269]
- 28 Weeks Later (După 28 de săptămâni, 2007)[270]
- 2012 (2009)[271]
- A.I. Artificial Intelligence (Inteligență artificială, 2001)[272]
- Æon Flux (2005)[273][274]
- The Animatrix (2003)[275][276][277]
- Automatons (2006)[278]
- Babylon A.D.  (2008)[279][280]
- Battlestar Galactica: The Plan (2009)[281]
- Blindness (Alb orbitor, 2008)[282]
- Blue Gender: The Warrior (2002)[283]
- Carriers (Purtătorii, 2009)[284]
- Children of Men (Copiii tatălui, 2006)[285]
- City of Ember (Ember - Orașul din adâncuri, 2008)
- Constantine (Constantin, 2005)
- Corpses Are Forever (2003)[286][287][288]

- Countdown: Jerusalem (Clipe decisive, 2009)[289]
- The Dark Hour (La hora fría, 2007)
- Dawn of the Dead (Dimineața morții, 2004)
- The Day After Tomorrow (Unde vei fi poimâine?, 2004)[290]
- The Day the Earth Stood Still (Ziua în care Pământul se opri, 2008)[291]
- Daybreakers (2009)
- Doomsday (Sfârșitul lumii, 2008)
- Dragon Head (Doragon heddo, 2003)[292]
- Dragonball Evolution (Dragonball: Evoluția, 2009)[293]
- Dreamcatcher (Talismanul viselor, 2003)[294]
- Earth 2100 (2009)[295]
- Fail Safe (Pericol nuclear, 2000)[296]
- Final Fantasy: The Spirits Within (Final Fantasy: Spiritele ascunse, 2001)[297]
- The Happening (Întâmplarea, 2008)[298]
- Happy End (Les Derniers Jours du monde, 2009)
- I Am Legend (Legenda vie, 2007)
- Idiocracy (Supremația nătângilor, 2006)[299]
- The Invasion (Invazia, 2007)[300]
- Knowing (Numere fatale, 2009)[301]
- Land of the Dead (Tărâmul morții, 2005)
- Left Behind (2000)[302]
- Lost Souls (Între bine și rău, 2000)
- The Nine Lives of Tomas Katz (2000)[303]
- The Matrix Reloaded (Matrix - Reîncărcat, 2003)
- The Matrix Revolutions (Matrix - Revoluții, 2003)
- Megiddo: The Omega Code 2 (Cod Omega 2, 2001)
- On the Beach (Ultimul țărm, 2000)
- Pandorum (2009)
- Planet Terror (Planeta terorii, 2007)
- Pontypool (2008)
- The Prophecy 3: The Ascent (Profeția III, 2000)
- The Prophecy: Forsaken (Profeția V, 2005)
- Reign of Fire (Regatul de Foc, 2002)
- Resident Evil (Resident Evil: Experiment fatal, 2002)
- Resident Evil: Apocalypse (Resident Evil 2: Ultimul război, 2004)
- Resident Evil: Extinction ([[Resident Evil: Dispariția], 2007)
- Returner (リターナー, Ritaanaa, 2002)
- Right at Your Door (Panică în L.A., 2006)[304]
- The Road (Drumul, 2009)
- Save the Green Planet! (2003)
- Shaun of the Dead (Lupta cu zombi, 2004)
- Solar Attack (Explozie solară, 2006)
- Southland Tales (Povesti din Southland sau Așa se va sfârși lumea, 2006)[305]
- Supervolcano (2005)
- Terminator 3: Rise of the Machines (Terminatorul 3: Supremația Roboților, 2003)
- Terminator Salvation  (Terminatorul: Salvarea, 2009)
- The Time Machine (Mașina timpului, 2002)
- Time of the Wolf (Vremuri de restriște, 2003)
- Titan A.E. (2000)
- Tooth and Nail (2007)
- WALL-E (2008)
- War of the Worlds (Războiul Lumilor, 2005)
- Watchmen (Cei ce veghează, 2009)
- Zombieland (Bun venit în Zombieland, 2009)

## Anii 2020
- Cursa pentru supraviețuire (Greenland, 2020)[455]
- Peninsula (Train to Busan 2, 2020)[456]
- Love and Monsters (2020)[457]
- Justice League Dark: Apokolips War (2020)

## Vezi și
- Lista ficțiunilor apocaliptice și postapocaliptice